# Marcos Paulo (calciatore 2001)
Marcos Paulo Costa do Nascimento (Niterói, 1º febbraio 2001) è un calciatore portoghese con cittadinanza brasiliana, attaccante dell'Operário-PR in prestito dal Boavista-RJ.

## Caratteristiche tecniche
Punta centrale molto mobile e dotata di buona tecnica, è bravo nell'attaccare la profondità e nel far salire la squadra.

## Carriera

### Club
Cresciuto nel settore giovanile del Fluminense, ha esordito in prima squadra il 31 gennaio 2019 disputando l'incontro del Campionato Carioca vinto 4-0 contro il Madureira.
Il 5 luglio 2021 si trasferisce a parametro zero all'Atlético Madrid, con cui firma un quinquennale. Il 24 agosto seguente viene ceduto in prestito al Famalicão.

### Nazionale
In possesso del passaporto portoghese, nel 2019, dopo aver precedentemente giocato in Under-18, è stato convocato dalla nazionale Under-19 portoghese per disputare il Torneo di Tolone.

## Statistiche

### Presenze e reti nei club
Statistiche aggiornate al 24 agosto 2021.
| Stagione          | Squadra           | Campionato        | Campionato | Campionato | Coppe nazionali | Coppe nazionali | Coppe nazionali | Coppe continentali | Coppe continentali | Coppe continentali | Altre coppe | Altre coppe | Altre coppe | Totale | Totale | Totale |
| Stagione          | Squadra           | Comp              | Pres       | Reti       | Comp            | Pres            | Reti            | Comp               | Pres               | Reti               | Comp        | Pres        | Reti        | Pres   | Reti   |        |
| ----------------- | ----------------- | ----------------- | ---------- | ---------- | --------------- | --------------- | --------------- | ------------------ | ------------------ | ------------------ | ----------- | ----------- | ----------- | ------ | ------ | ------ |
| 2019              | Fluminense        | A/RJ+A            | 3+24       | 0+4        | CB              | 2               | 0               | CS                 | 6                  | 2                  | -           | -           | -           | 35     | 6      |        |
| 2020              | Fluminense        | A/RJ+A            | 11+24      | 3+3        | CB              | 5               | 2               | CS                 | 2                  | 0                  | -           | -           | -           | 42     | 8      |        |
| Totale Fluminense | Totale Fluminense | Totale Fluminense | 62         | 10         |                 | 7               | 2               |                    | 8                  | 2                  |             | -           | -           | 77     | 14     |        |
| 2021-2022         | Famalicão         | PL                | 0          | 0          | TP+TdL          | 0               | 0               | -                  | -                  | -                  | -           | -           | -           | 0      | 0      |        |
| Totale carriera   | Totale carriera   | Totale carriera   | 62         | 10         |                 | 7               | 2               |                    | 8                  | 2                  |             | -           | -           | 77     | 14     |        |

## Palmarès

### Club

#### Competizioni nazionali
- Coppa del Brasile: 1

San Paolo: 2023